# Prime Cup Aberto de São Paulo 2001
L'Aberto de São Paulo 2001 è stato un torneo di tennis facente parte della categoria ATP Challenger Series nell'ambito dell'ATP Challenger Series 2001. Il montepremi del torneo era di $100.000 ed esso si è svolto nella settimana tra il 1º gennaio e il 7 gennaio 2001 su campi in cemento. Il torneo si è giocato nella città di San Paolo in Brasile.

## Vincitori

### Singolare
Flávio Saretta ha sconfitto in finale  Guillermo Coria con il punteggio di 7–6(7), 6–2

### Doppio
Noam Okun /  André Sá hanno sconfitto in finale  Cédric Kauffmann /  Flávio Saretta con il punteggio di 6–4, 1–6, 6–4